# Trboveljščica
Trboveljščica je potok, ki izvira severno od naselja Trbovlje, teče skozi naselje in se južno od njega kot levi pritok izliva v reko Savo. Stalni desni pritok Trboveljščice je Bevščica.